# Mychajliwka (Chmelnyzkyj)
Mychajliwka (ukrainisch Михайлівка; russisch Михайловка Michailowka, polnisch Michalpol) ist ein Dorf in der ukrainischen Oblast Chmelnyzkyj mit etwa 600 Einwohnern (2004).
Das 1594 erstmals schriftlich erwähnte Dorf liegt am Ufer des Wowtschok, einem 36 km langen Nebenfluss des Wowk, 30 km östlich vom ehemaligen Rajonzentrum Jarmolynzi und 30 km südlich der Oblasthauptstadt Chmelnyzkyj. Durch das Dorf verläuft die Territorialstraße T–23–05.
Bis zum 7. März 1946 trug der Ort den ukrainischen Namen Mychalpil (ukrainisch Михалпіль).
Am 12. Juni 2020 wurde das Dorf ein Teil der neugegründeten Landgemeinde Rossoscha (Розсошанська сільська громада/Rossoschanska silska hromada), bis dahin bildete es zusammen mit den Dörfern Iwaniwka (Іванівка), Koroliwka (Королівка), Luka (Лука), Mykytynzi (Микитинці) und Wydoschnja (Видошня) die gleichnamige Landratsgemeinde Mychajliwka (Розсошанська сільська рада/Rossoschanska silska rada) im Nordosten des Rajons Jarmolynzi.
Am 17. Juli 2020 kam es im Zuge einer großen Rajonsreform zum Anschluss des Rajonsgebietes an den Rajon Chmelnyzkyj.